# Nicolás Núñez Gangas
Nicolás Núñez Gangas (San Fernando, 28 de noviembre de 1987) es un abogado y político chileno. Ejerció como miembro de la Convención Constitucional por el Distrito 16 hasta la disolución de dicho órgano.

## Biografía
Nació en San Fernando el 28 de septiembre de 1987. Hijo de Guillermo Celestino Núñez Müller y de Jessica Ester Gangas Astorga. Soltero.
Realizó sus estudios medios en el Liceo Santa Cruz, en la comuna de Santa Cruz, que completó en 2005. Ingresó a la Universidad de Talca en 2006 donde cursó la carrera de derecho. Obtuvo su título de abogado el 8 de enero de 2015.
Es miembro de la Federación Regionalista Verde Social. En las elecciones de convencionales constituyentes de Chile de 2021 se presentó como candidato por el 16° distrito, Región del Libertador General Bernardo O'Higgins, en calidad de militante de la Federación Regionalista Verde Social, pacto Apruebo Dignidad. Obtuvo 10.771 votos, correspondientes al 7,59 % del total de sufragios válidamente emitidos.
En el proceso de discusión de los Reglamentos de la Convención participó en la comisión de Comunicaciones, Información y Transparencia. Posteriormente, se incorporó a la comisión temática de Medio Ambiente, Derechos de la Naturaleza, Bienes Naturales Comunes y Modelo Económico. En mayo de 2022 comienza a trabajar en la comisión de Normas Transitorias.

## Controversias
En octubre de 2021, al tomar posesión de su cargo, Núñez Gangas sorprendió y causó risas al cantar con una guitarra en su toma de posesión y citar a Chayanne.
En mayo de 2022 Núñez Gangas fue protagonista de varias noticias en medios de comunicación, al votar en la Comisión de Medio Ambiente mientras disfrutaba de una ducha, siendo interpelado a apagar la videocámara.
El 22 de octubre de 2024 la Bancada de Nacional solicitó reintegrara dineros que, según sus acusaciones, Núñez Gangas recibió de manera irregular, al continuar trabajando como abogado mientras duró su trayectoria política, lo cual era incompatible legalmente.